# Капел ле Булоњ
Капел ле Булоњ (фр. Capelle-lès-Boulogne) насеље је и општина у североисточној Француској у региону Север-Па д Кале, у департману Па де Кале која припада префектури Булоњ сир Мер.
По подацима из 2011. године у општини је живело 1530 становника, а густина насељености је износила 235,38 становника/km². Општина се простире на површини од 6,5 km². Налази се на средњој надморској висини од 104 метара (максималној 108 m, а минималној 39 m).

## Демографија
| 1962. | 1968. | 1975. | 1982. | 1990. | 1999. | 2011. |
| ----- | ----- | ----- | ----- | ----- | ----- | ----- |
| 823   | 893   | 977   | 1.199 | 1.331 | 1.545 | 1.530 |

График промене броја становника у току последњих година